# Brody Malone
Pour les articles homonymes, voir Malone.
Brody Malone, né le 7 janvier 2000 à Johnson City (Tennessee), est un gymnaste artistique américain.

## Carrière
Brody Malone est médaillé d'argent au concours général par équipes aux Jeux panaméricains de 2019 à Lima. Il est ensuite sacré champion des États-Unis au concours général individuel en 2021. Aux Jeux olympiques d'été de 2020 à Tokyo, il termine cinquième du concours général par équipes et dixième du concours général individuel. Il est médaillé de bronze à la barre fixe aux Championnats du monde de gymnastique artistique 2021. Il est sacré champion du monde à la barre fixe en 2022.